# Jacques Puel
Pour les articles homonymes, voir Puel.
Le Pr Jacques Puel est un médecin ruthénois, né à Rodez le 23 septembre 1946 et mort à Toulouse le 3 juin 2008, spécialisé en cardiologie interventionnelle. 

## Biographie
Jacques Puel nait le 23 septembre 1946 à Rodez.
Il fait ses études et son internat de médecine à Toulouse. Il devient chef de clinique-assistant des hôpitaux de Toulouse en 1977. Il devient professeur en 1986.
Internationalement reconnu pour ses qualités professionnelles, il fut le premier médecin à implanter une endoprothèse coronarienne, un « stent », sur un homme, en 1986,,,.
En 1994, il devient le chef du sevice de cardiologie du centre hospitalo-universitaire de Toulouse.
En hommage, son nom a été attribué à l'hôpital de Bourran à Rodez, devenant Hôpital Jacques-Puel.